# Ora Santa
L’Ora Santa è un rito di preghiera cattolico ed anglo-cattolico che ha per oggetto l'agonia di Gesù nell'Orto degli Olivi, allo scopo di placare la collera divina, di impetrare misericordia per i peccatori e di consolare il Cristo, ed è ispirato a Mt 26,40, dove Gesù, dopo aver agonizzato nell'orto degli Ulivi, si lamenta con gli apostoli poiché loro non hanno vegliato neanche un'ora.
L'anima che compie questo devoto esercizio deve, di conseguenza, seguire Gesù nel Getsemani come i discepoli, immaginandosi che per favore speciale Egli la scelga insieme coi suoi tre più cari Apostoli, per renderla testimone degli acerbi dolori del suo Cuore, per associarla alla sua preghiera, per renderla partecipe del suo sacrificio, per onorarla della sua compagnia.
L'Ora Santa è un atto di riparazione di origine divina, poiché questo rito è stato richiesto e poi insegnato dallo stesso Gesù Cristo a Santa Margherita Maria Alacoque, negli anni 1673-1674.

Pregava un giorno questa santa davanti al Santissimo Sacramento esposto. Cristo si presentò a lei tutto splendente di gloria; le scoprì il suo Cuore e si lamentò amaramente della ingratitudine di cui era oggetto da parte dei peccatori. Poi aggiunse: 
Egli stesso indicò alla santa i mezzi da adoperare, tra i quali l'Ora Santa, e lei fu poi sempre fedele a questa pia pratica, ritraendone particolari vantaggi spirituali.